# Seznam utkání Aukro Berani Zlín v hokejové lize mistrů

## Utkání Zlína v hokejové lize mistrů
| Utkání | Datum utkání   | Sezona    | Soutěž    | Domácí               | Výsledek | Hosté                | Třetiny                     | Branky za Zlín                                                        |
| ------ | -------------- | --------- | --------- | -------------------- | -------- | -------------------- | --------------------------- | --------------------------------------------------------------------- |
| 01.    | 22. srpna 2014 | 2014/2015 | Skupina D | Eisbären Berlín      | 3 : 4 SN | PSG Zlín             | (1:2, 1:1, 1:0 ; 0:0 ; 0:1) | Petr Leška, Ondřej Veselý, Zdeněk Okál, Bedřich Köhler rozhodující SN |
| 02.    | 24. srpna 2014 | 2014/2015 | Skupina D | PSG Zlín             | 3 : 1    | Djurgården Stockholm | (0:0, 2:1, 1:0)             | Tomáš Valenta, Petr Čajánek, Pavel Kubiš                              |
| 03.    | 4. září 2014   | 2014/2015 | Skupina D | PSG Zlín             | 2 : 3 PP | Fribourg-Gottéron    | (1:1, 0:1, 1:0 ; 0:1)       | Tomáš Žižka, Jiří Marušák                                             |
| 04.    | 6. září 2014   | 2014/2015 | Skupina D | Fribourg-Gottéron    | 3 : 2 SN | PSG Zlín             | (1:1, 0:1, 1:0 ; 0:0 ; 1:0) | Roman Vlach, Petr Leška                                               |
| 05.    | 23. září 2014  | 2014/2015 | Skupina D | Djurgården Stockholm | 8 : 0    | PSG Zlín             | (1:0, 6:0, 1:0)             | nikdo                                                                 |
| 06.    | 7. října 2014  | 2014/2015 | Skupina D | PSG Zlín             | 4 : 2    | Eisbären Berlín      | (1:0, 0:1, 3:1)             | 2× Roman Vlach, Michal Popelka, Ondřej Veselý                         |

## Celková bilance
| Zlín         | Doma / venku                     | Celkem |
| ------------ | -------------------------------- | ------ |
| Vítěz Zlín   | 2× vítěz doma - 1× vítěz venku   | 3×     |
| Prohra Zlín  | 1× prohra doma - 2× prohra venku | 3×     |
| Remíza       | 0×                               |        |
| Počet zápasů | 6×                               |        |